# 馮慈明
馮 慈明（ふう じめい、550年 - 617年）は、北斉から隋にかけての人物。字は無佚。本貫は長楽郡信都県。

## 経歴
北斉の尚書右僕射の馮子琮の子として生まれた。14歳のとき、淮陽王開府参軍事となった。まもなく司州主簿に任じられ、中書舎人に進んだ。北周が北斉を滅ぼすと、帥都督に任じられた。隋が建国されると、司空司倉参軍事に任じられた。行台礼部侍郎に累進した。晋王楊広が并州総管となると、慈明はその下で司士となった。後に吏部員外郎を経て、内史舎人を兼ねた。煬帝が即位すると、母が死去して服喪のために職を去った。煬帝に憎まれて伊吾鎮副に左遷され、赴任しないうちに交趾郡丞に転じた。613年（大業9年）、召還されて入朝した。尚書兵曹郎に任じられ、朝請大夫の位を加えられた。617年（大業13年）、摂江都郡丞事をつとめた。
李密が東都洛陽に迫ると、慈明は瀍・洛の兵を集めて、李密を追撃した。鄢陵で李密の部下の崔枢に捕らえられた。李密に説得されたが応じず、ひそかに江都に使者を送って、反乱軍の情勢を煬帝のもとに知らせた。李密はそのことを知っても、節義に感じて慈明を許した。しかし翟譲の怒りを買って乱刃のもとに斬り殺された。享年は68。梁郡通守の楊汪がその死を煬帝に上奏し、銀青光禄大夫の位を追贈された。越王楊侗が帝を称すると、さらに柱国・戸部尚書の位を追贈され、昌黎郡公に追封された。諡は壮武といった。

## 子女
- 馮忱
- 馮惇
- 馮怦

## 伝記資料
- 『隋書』巻71 列伝第36
- 『北史』巻55 列伝第43